# Virginie Razzanová
Virginie Razzanová (* 12. května 1983 Dijon, Francie) je francouzská profesionální tenistka.
Ve své dosavadní kariéře vyhrála dva turnaje WTA ve dvouhře a jeden ve čtyřhře.

## Finálové účasti na turnajích WTA (7)

### Dvouhra - výhry (2)
| Legenda                |
| Kategorie Tier III (2) |

| Č. | Datum         | Turnaj          | Povrch | Soupeřka ve finále | Výsledek       |
| 1. | 30. září 2007 | Guangzhou, Čína | tvrdý  | Tzipora Obzilerová | 6-0, 6-3       |
| 2. | 6. říjen 2007 | Tokio, Japonsko | tvrdý  | Venus Williamsová  | 4-6, 7-67, 6-4 |

### Dvouhra - prohry (4)
| Legenda               |
| Kategorie Tier IV (2) |
| Kategorie Premier (2) |

| Č. | Datum           | Turnaj                         | Povrch | Vítězka            | Výsledek      |
| 1. | 17. říjen 2004  | Taškent, Uzbekistán            | tvrdý  | Nicole Vaidišová   | 5-7, 6-3, 6-2 |
| 2. | 25. srpen 2007  | Forest Hill, USA               | tvrdý  | Gisela Dulková     | 6-2, 6-2      |
| 3. | 21. únor 2009   | Dubaj, SAE                     | tvrdý  | Venus Williamsová  | 6-4, 6-2      |
| 5. | 20. červen 2009 | Eastbourne, Spojené království | tráva  | Caroline Wozniacká | 7-65, 7-5     |

### Čtyřhra - výhry (1)
| Legenda               |
| Kategorie Tier II (1) |

| Č. | Datum         | Turnaj         | Povrch  | Partnerka     | Soupeřky ve finále                 | Výsledek |
| 1. | 11. únor 2001 | Paříž, Francie | koberec | Iva Majoliová | Nathalie Tauziatová Kimberly Poová | 6-3, 7-5 |

## Fed Cup
Virginie Razzanová se zúčastnila 9 zápasů týmového Fed Cupu za tým Francie s bilancí 6-1 ve dvouhře a 4-3 ve čtyřhře.

## Postavení na žebříčku WTA na konci sezóny

### Dvouhra
| Rok    | 1999 | 2000   | 2001  | 2002  | 2003  | 2004  | 2005  | 2006  | 2007  | 2008  | 2009  |
| Pořadí | 371. | ▲ 204. | ▲ 73. | ▼ 76. | ▲ 72. | ▲ 60. | ▲ 51. | ▼ 87. | ▲ 28. | ▼ 59. | ▲ 19. |

### Čtyřhra
| Rok    | 2001 | 2002   | 2003   | 2004   | 2005   | 2006   | 2007   | 2008   | 2009   |
| Pořadí | 92.  | ▼ 171. | ▼ 316. | ▲ 224. | ▲ 188. | ▼ 260. | ▼ 894. | ▲ 156. | ▼ 256. |